# Feliciano
Feliciano és un personatge de ficció i una sèrie de còmic d'humor l'autor és Manuel Vázquez Gallego, més conegut com a Vázquez. La primera pàgina del personatge es va publicar el 1966 però no va tenir continuïtat fins que el 1969 el va reprendre canviant el seu aspecte per a la revista Gran Pulgarcito. La característica fonamental de Feliciano és la seva absurda i superlativa bona sort.

## Trajectòria editorial
La sort (o més aviat la manca d'ella) havia estat una constant de l'obra de Vázquez des dels seus inicis i ja havia creat a Mr. Lucky, ja el 1947.
El personatge de Feliciano va veure la llum en el número 1810 (1966) de la revista Pulgarcito, però no va tenir èxit.
El 1969, amb alguns canvis gràfics, l'autor va recuperar el personatge per a la revista Gran Pulgarcito, sent un dels tres personatges realitzats per l'autor per a aquesta publicació costat de Don Polillo i La abuelita Paz.
A mitjans de 1969 Vázquez va començar a deixar de lliurar les seves pàgines, de manera que a partir del número 38 de la revista les historietes estan realitzades per Torá. Com a curiositat, aquest dibuixant va inserir comentaris en les historietes sobre les absències de Vázquez fins al punt que al número 46 el fa patir una sèrie de desgràcies impròpies de la seva condició, fins que al final s'explica que la revista ha estat venuda a una editorial que exigeix que la sèrie giri cap l'infortuni dels seus personatges. El personatge torna a aparèixer del llapis de Torá un cop més al número 57, mentre que al número 60 es reutilitza la historieta original de 1966.
Porteriorment Bruguera va reeditar algunes de les historietes en altres revistes, com Mortadelo i Super Mortadelo, colorejant historietes que prèviament s'havien publicat en bicolor.

## Argument i personatges
La característica diferenciadora de Feliciano és la seva increïble fortuna que resulta còmica pel superlatiu de la mateixa. Al contrari de la majoria dels personatges de la escola Bruguera, en que la comicitat es basava en la frustració, Feliciano és un personatge al que tot li surt bé: constantment rep premis de sortejos, si passejant pel camp comença a sentir-se cansat un llamp colpeja un arbre en què s'hi tala una cadira i fins i tot els fideus de la seva sopa de lletres formen la paraula "guapo".
Sovint, la comicitat de la sèrie es basa en el fet que algun brètol o malfactor tracta de perjudicar Feliciano, però invariablement aquests acaben patint tot tipus d'infortunis sense que Feliciano arribi ni a assabentar-se de la seva existència. Un dels "malvats" habituals de les seves aventures és el mateix autor, Vázquez, que sempre tracta d'estafar a Feliciano amb resultats nefastos per a ell. Per exemple en una historieta li ven un terreny suposadament sense valor, però Feliciano excavant troba allà la Atlàntida per la ràbia i frustració de Vázquez.
Els bancs, presentats de forma burlesca i sempre sol·lícita, són també un element recurrent de la sèrie. Feliciano troba bitllets i tresors amb tanta freqüència que els bancs obren sucursals allà on va.

### Aspecte
Feliciano té un aspecte molt similar a un altre personatge de l'autor, Anacleto. En la seva aparició inicial en 1966, Vázquez va dotar d'un bigotet per diferenciar-los i aparença despistada. Quan va reprendre al personatge en 1969 li va llevar el bigoti, li va col·locar un barret de palla (potser influència de Maurice Chevalier) i el va dotar d'una expressió de major seguretat. A la historieta del número 33, que Feliciano la passa en pijama i, per tant, no disposa de la seva indumentària habitual (el seu "uniforme de treball"), la identificació amb Anacleto és total.
Feliciano, igual que Anacleto, està sempre fumant una cigarreta.

## Estil
Segons el crític Jordi Canyinssà, Feliciano mostra el viratge de l'obra de Vázquez cap a l'humor absurd i l'economia expressiva.

## Recepció
La trajectòria del personatge va ser, igual que la de la revista que el va acollir, força curta. No obstant això, Vázquez va sentir una especial estima per ell, ja que en una entrevista realitzada el 1993 a la revista Amaníaco després de parlar malament de diversos personatges creats en l'època de Bruguera, en ser preguntat per Feliciano respon "Aquest era bo".